# Criseida
Criseida, também conhecida como Criseide ou Criseis (em grego clássico: Χρύσηίς; romaniz.: Khrysēís) foi, na mitologia grega, uma mulher troiana, filha de Crises, sacerdote do deus Apolo na aldeia de Crisa, próxima a Troia. Mencionanda na Ilíada de Homero, seu nome significa apenas "filha de Crises"; escritores posteriores deram-lhe o nome real de Astínome.
No primeiro livro da Ilíada Agamenon a escraviza como um espólio de guerra, declarando-a mais bela que sua própria esposa, e se recusa a permitir que seu pai, sacerdote de Apolo, pague um resgate por sua liberdade. Um oráculo de Apolo envia então uma praga, que atinge em cheio o exército grego, e Agamenon é forçado a devolvê-la, através de Odisseu, para interromper a maldição. Agamenon então compensa a si mesmo por sua perda apossando-se de Briseida, capturada por Aquiles — um ato que ofende este profundamente, e faz com que ele passe a se recusar a participar da Guerra de Troia. Uma lenda grega posterior, preservada nas Fabulae ("Fábulas") de Higino, declara que ela teria tido um filho de Agamenon. Na literatura medieval, Criseida acabou se desenvolvendo na personagem Créssida.

## Outras personagens homônimas
Criseida também era o nome de duas figuras menores da mitologia grega:
- Criseida - uma das oceânides, filhas de Oceano e Tétis.
- Criseida - uma das filhas de Téspio, teve um filho com Héracles, chamado Onesipo.